# Rhynchosia nitens
Rhynchosia nitens är en ärtväxtart som beskrevs av William Henry Harvey. Rhynchosia nitens ingår i släktet Rhynchosia och familjen ärtväxter. Inga underarter finns listade i Catalogue of Life.

## Bildgalleri

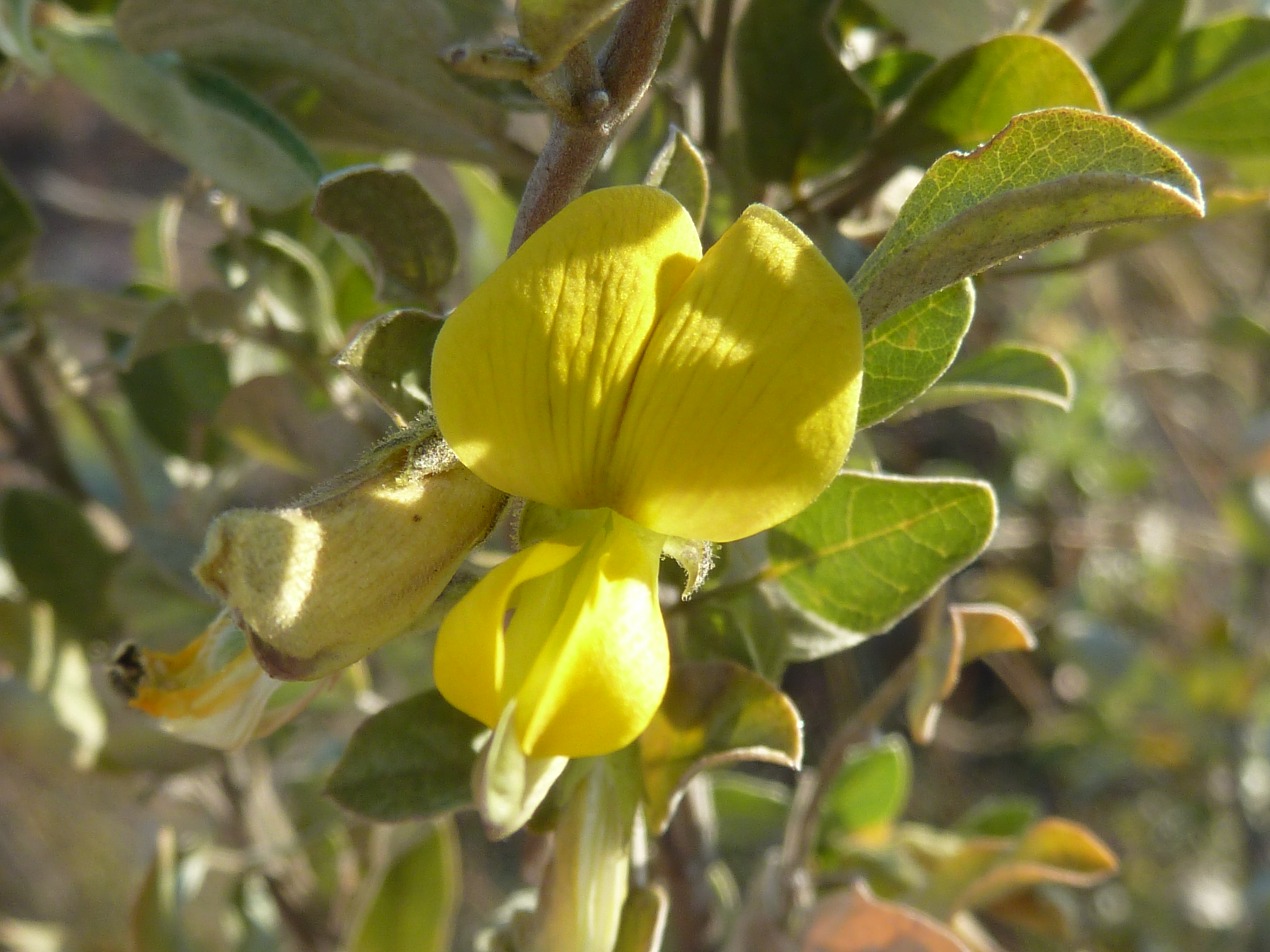
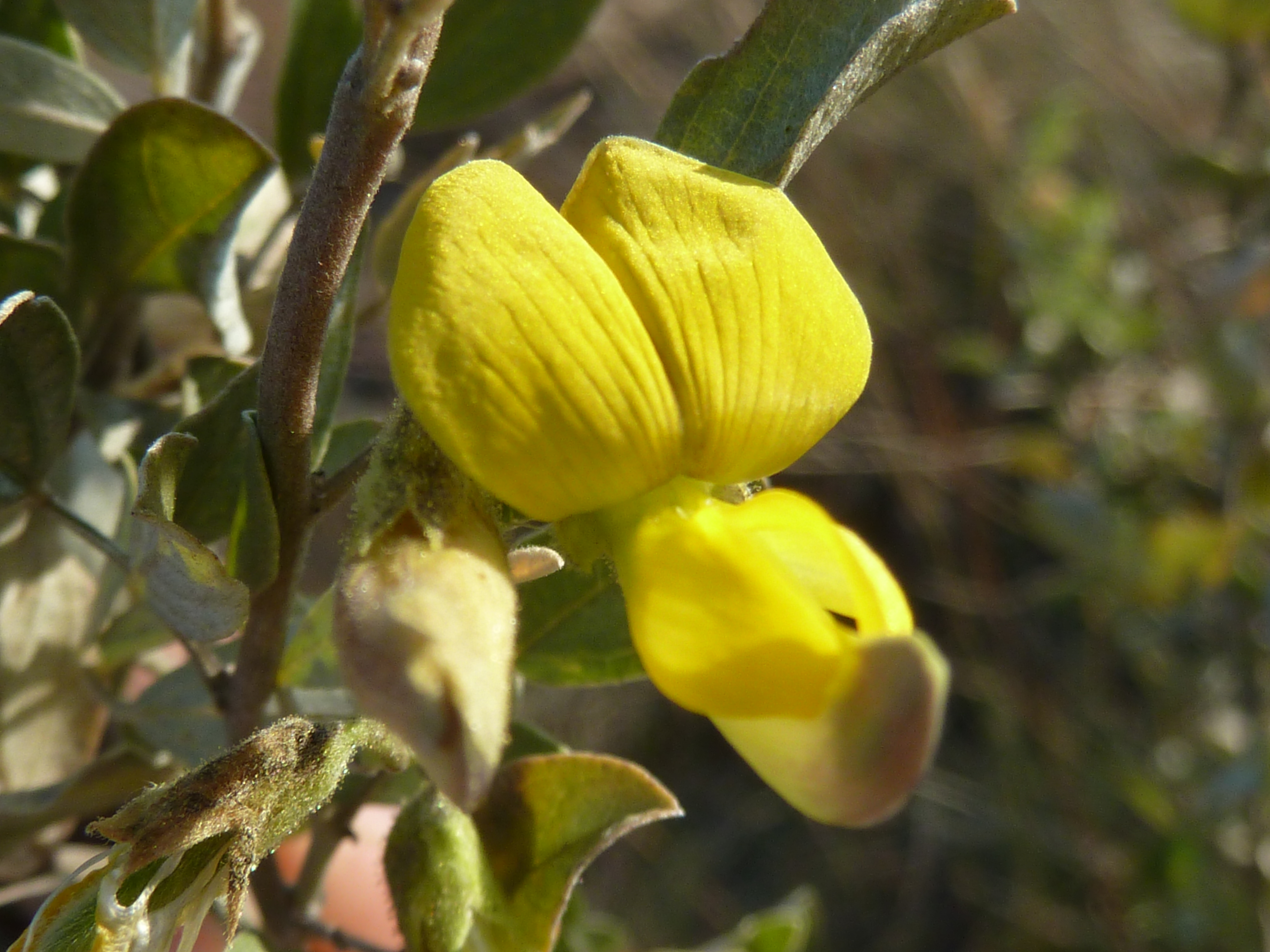
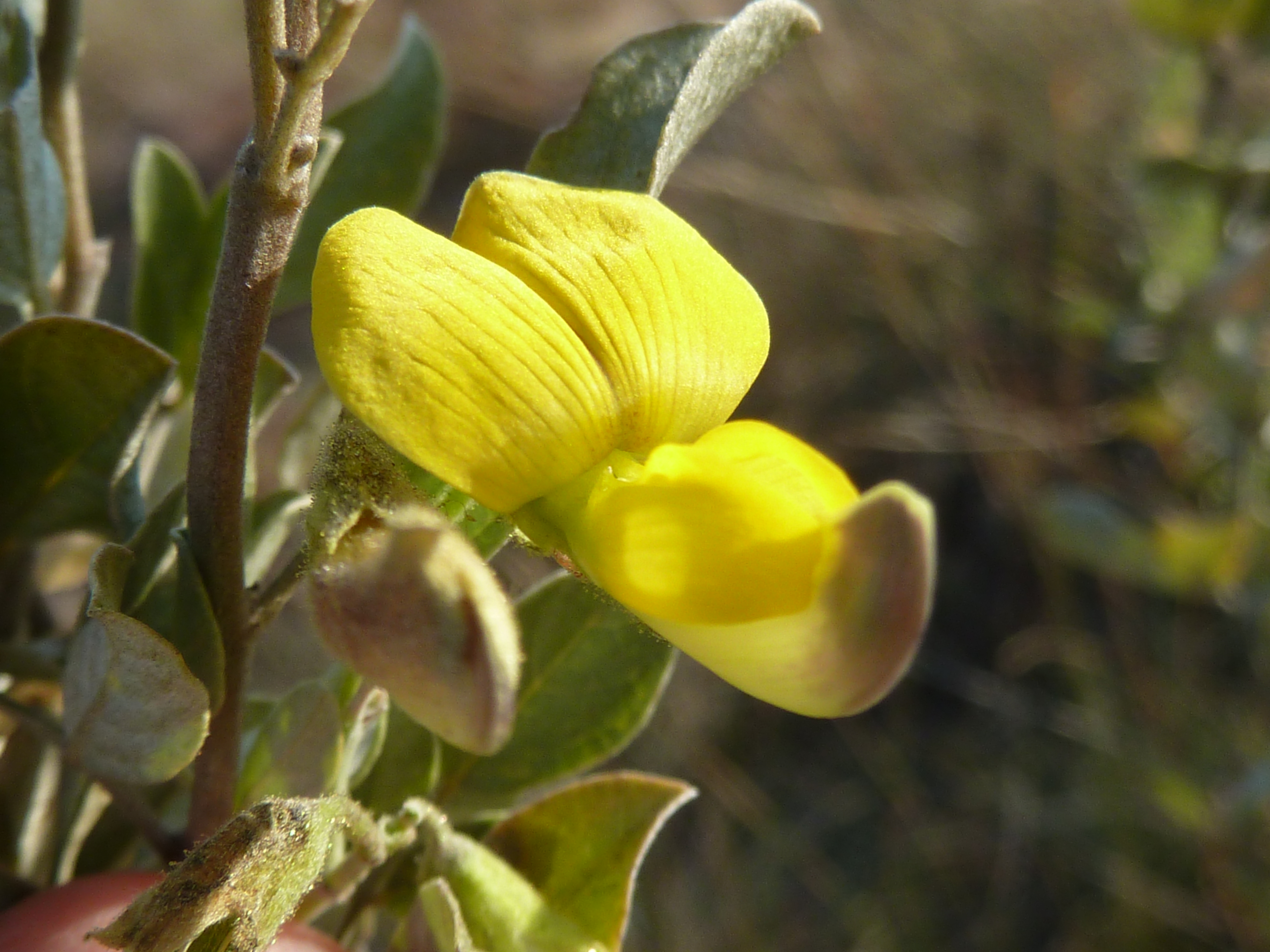
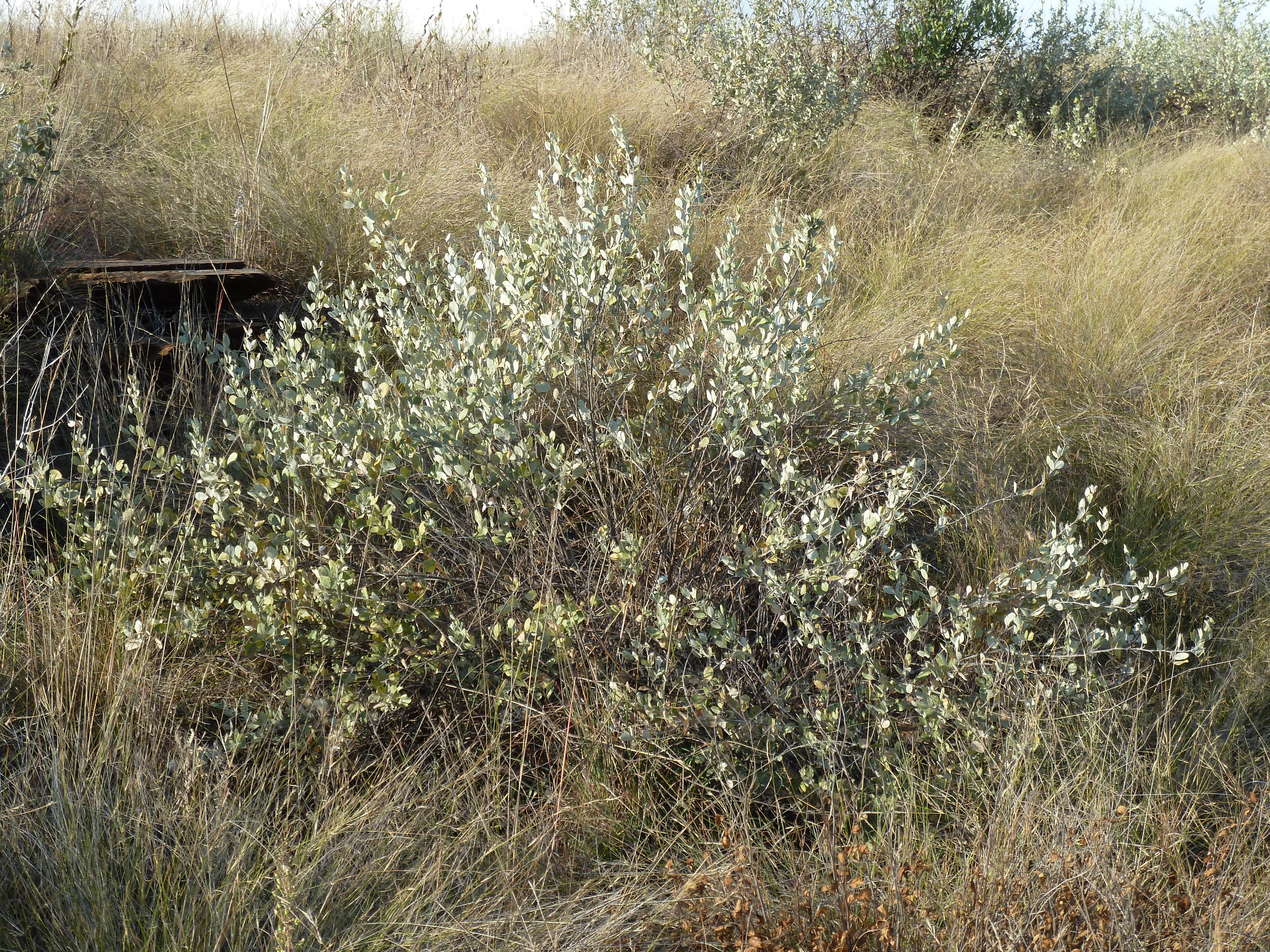